# Wudritzniederung Willmersdorf-Stöbritz
Das Naturschutzgebiet Wudritzniederung Willmersdorf-Stöbritz liegt auf dem Gebiet der Stadt Luckau im Landkreis Dahme-Spreewald in Brandenburg. 
Das rund 43,1 ha große Naturschutzgebiet erstreckt sich nordöstlich von Egsdorf, einem Ortsteil von Luckau. Am westlichen Rand des Gebietes liegt Willmersdorf und am östlichen Rand Stöbritz. Durch das Gebiet verläuft die Landesstraße L 526 und fließt die Wudritz, ein linker Nebenfluss der Spree. Südlich erstreckt sich der 98,7 ha große Stoßdorfer See und südlich anschließend das 111 ha große Naturschutzgebiet Ostufer Stoßdorfer See. 

## Bedeutung
Das Gebiet mit der Kenn-Nummer 1550 wurde mit Verordnung vom 12. März 2002 unter Naturschutz gestellt.